# جام کنفدراسیون‌ها ۲۰۰۳
جام کنفدراسیون‌ها ۲۰۰۳ ششمین دورهٔ جام کنفدراسیون‌ها بود که به میزبانی فرانسه در ژوئن ۲۰۰۳ برگزار گردید. فرانسه در دیدار نهایی جام موفق شد با گل طلایی تیری آنری مقابل کامرون به برتری دست یافته و همانند دورهٔ پیشین قهرمان شود، اما این‌دوره از بازی‌ها تحت‌تأثیر مرگ ناگهانی مارک ویوین فو بازیکن تیم ملی کامرون قرار گرفت، که در جریان دیدار نیمه‌نهایی کامرون مقابل کلمبیا، دچار عارضهٔ قلبی شد و در میدان مسابقه درگذشت. در پایان مسابقات، فو به‌عنوان بازیکن سوم جام انتخاب شد و جایزهٔ توپ برنزی بعد از مرگش به او اهدا گردید.

## تیم‌های شرکت‌کننده
| تیم                 | کنفدراسیون | عنوان                            | تاریخ کسب مجوز | تعداد حضور |
| ------------------- | ---------- | -------------------------------- | -------------- | ---------- |
| فرانسه              | یوفا       | میزبان تورنمنت قهرمان یورو ۲۰۰۰  |                | ۲          |
| برزیل               | کونمبول    | قهرمان جام جهانی ۲۰۰۲            | ۳۰ ژوئن ۲۰۰۲   | ۴          |
| ژاپن                | اِی اِف سی   | قهرمان جام ملت‌های آسیا ۲۰۰۰      | ۲۹ اکتبر ۲۰۰۰  | ۳          |
| کلمبیا              | کونمبول    | قهرمان کوپا آمریکا ۲۰۰۱          | ۲۹ ژوئیه ۲۰۰۱  | ۱          |
| ایالات متحده آمریکا | کونکاکاف   | قهرمان جام طلایی کونکاکاف ۲۰۰۲   | ۲ فوریه ۲۰۰۲   | ۳          |
| کامرون              | کاف        | قهرمان جام ملت‌های آفریقا ۲۰۰۲    | ۱۰ فوریه ۲۰۰۲  | ۲          |
| ترکیه               | یوفا       | مقام سوم جام جهانی ۱۲۰۰۲         | ۲۹ ژوئن ۲۰۰۲   | ۱          |
| نیوزیلند            | اُ اِف سی    | قهرمان جام ملت‌های اقیانوسیه ۲۰۰۲ | ۱۴ ژوئیه ۲۰۰۲  | ۲          |

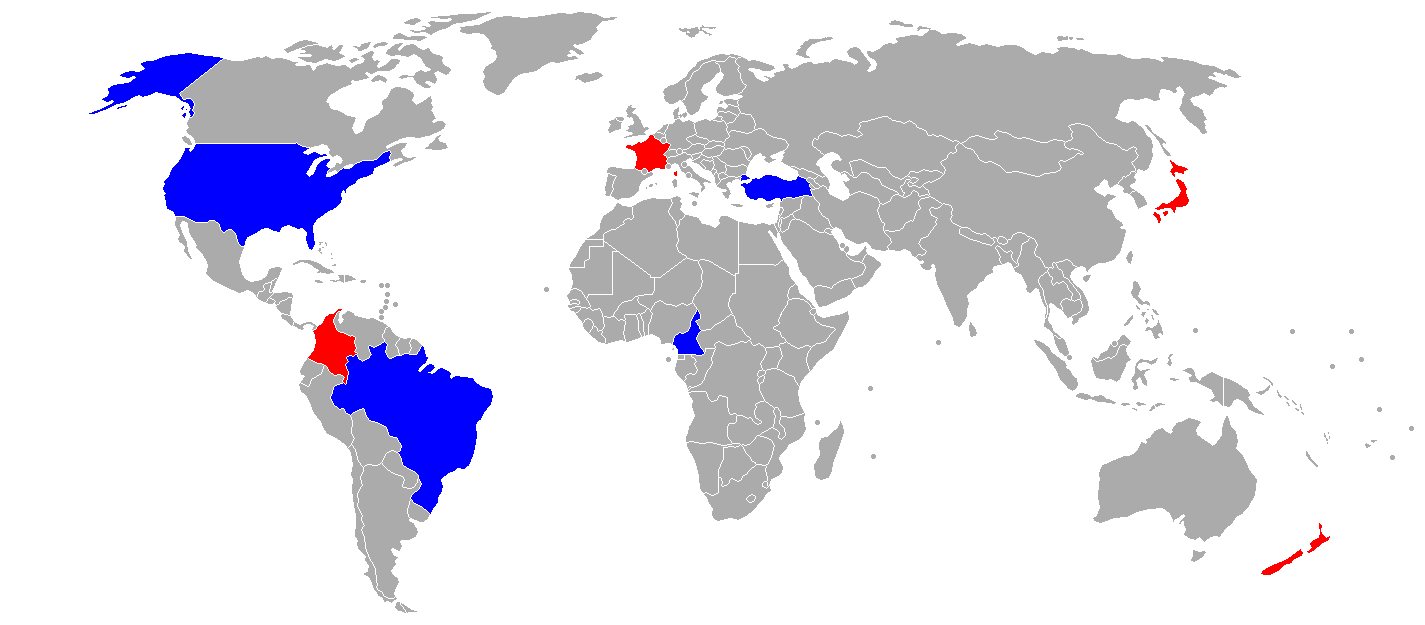
تیم‌های شرکت‌کننده در جام کنفدراسیون‌ها ۲۰۰۳

۱. آلمان (نایب‌قهرمان جام جهانی ۲۰۰۲) همانند ایتالیا (نایب‌قهرمان یورو ۲۰۰۰) از شرکت در تورنمنت انصراف داد، و اسپانیا تیم دوم رنکینگ فیفا در آن زمان بود. با این‌حال ترکیه (تیم سوم جام جهانی ۲۰۰۲) به‌عنوان نمایندهٔ اروپا در تورنمت حاضر شد. 

## ورزشگاه‌ها
| سن-دنی                 | لیون               | سن-اتین                 | سن-دنیلیونسن-اتینجام کنفدراسیون‌ها ۲۰۰۳ (فرانسه) · |
| ورزشگاه استاد دو فرانس | ورزشگاه ژرلان      | ورزشگاه جئوفروی گویچارد | سن-دنیلیونسن-اتینجام کنفدراسیون‌ها ۲۰۰۳ (فرانسه) · |
| گنجایش: ۸۰٬۰۰۰ نفر     | گنجایش: ۴۱٬۲۰۰ نفر | گنجایش: ۳۶٬۰۰۰ نفر      | سن-دنیلیونسن-اتینجام کنفدراسیون‌ها ۲۰۰۳ (فرانسه) · |
|                        |                    |                         | سن-دنیلیونسن-اتینجام کنفدراسیون‌ها ۲۰۰۳ (فرانسه) · |

## داوران
| آفریقا - کوفی کوجیا آسیا - مسعود مرادی اروپا - لوسیلیو باتیستا - ولنتین ایوانف - مارکوس مرک | آمریکای شمالی، مرکزی و کارائیب - کارلوس باترس اقیانوسیه - مارک شیلد آمریکای جنوبی - کارلوس آماریا - جرج لاریوندا |

## مرحلهٔ گروهی

### گروه ۱
| رتبه | تیم      | بازی | برد | مساوی | باخت | زده | خورده | تفاضل | امتیاز | توضیحات            |
| ---- | -------- | ---- | --- | ----- | ---- | --- | ----- | ----- | ------ | ------------------ |
| ۱    | فرانسه   | ۳    | ۳   | ۰     | ۰    | ۸   | ۱     | ۷+    | ۹      | صعود به نیمه‌نهایی  |
| ۲    | کلمبیا   | ۳    | ۲   | ۰     | ۱    | ۴   | ۲     | ۲+    | ۶      | صعود به نیمه‌نهایی  |
| ۳    | ژاپن     | ۳    | ۱   | ۰     | ۲    | ۴   | ۳     | ۱+    | ۳      | حذف از مرحلهٔ گروهی |
| ۴    | نیوزیلند | ۳    | ۰   | ۰     | ۳    | ۱   | ۱۱    | ۱۰−   | ۰      | حذف از مرحلهٔ گروهی |

نحوهٔ قرار گرفتن در جدول:
1st امتیاز،
2nd تفاضل،
3rd گل زده

رتبه = رتبه در جدول، بازی = تعداد بازی، برد = بازی‌های برده، مساوی = بازی‌های مساوی، باخت = بازی‌های باخته، زده = گل زده، خورده = گل خورده، تفاضل = تفاضل گل، امتیاز = امتیاز گرفته 
| نیوزیلند | ۰ – ۳  | ژاپن                                           |
| -------- | ------ | ---------------------------------------------- |
|          | Report | شونسوکی ناکامورا ۱۲'، ۷۵' · هیدتوشی ناکاتا ۶۵' |

| فرانسه                 | ۱ – ۰  | کلمبیا |
| ---------------------- | ------ | ------ |
| تیری آنری ۳۹' (پنالتی) | Report |        |

| کلمبیا                                                       | ۳ – ۱  | نیوزیلند          |
| ------------------------------------------------------------ | ------ | ----------------- |
| خورخه لوپز کابایرو ۵۸' · ماریو یپس ۷۵' · جیووانی هرناندر ۸۵' | Report | راف د گرگوریو ۲۷' |

| فرانسه                                   | ۲ – ۱  | ژاپن                 |
| ---------------------------------------- | ------ | -------------------- |
| رابرت پیرس ۴۳' (پنالتی) · سیدنی گووو ۶۵' | Report | شونسوکی ناکامورا ۵۹' |

| فرانسه                                                                                    | ۵ – ۰  | نیوزیلند |
| ----------------------------------------------------------------------------------------- | ------ | -------- |
| اولیور کاپو ۱۷' · تیری آنری ۲۰' · جیبریل سیسه ۷۱' · لودویک گیولی ۱+۹۰' · رابرت پیرس ۳+۹۰' | Report |          |

| ژاپن | ۰ – ۱  | کلمبیا              |
| ---- | ------ | ------------------- |
|      | Report | جیووانی هرناندز ۶۸' |

### گروه ۲
| رتبه | تیم                 | بازی | برد | مساوی | باخت | زده | خورده | تفاضل | امتیاز | توضیحات            |
| ---- | ------------------- | ---- | --- | ----- | ---- | --- | ----- | ----- | ------ | ------------------ |
| ۱    | کامرون              | ۳    | ۲   | ۱     | ۰    | ۲   | ۰     | ۲+    | ۷      | صعود به نیمه‌نهایی  |
| ۲    | ترکیه               | ۳    | ۱   | ۱     | ۱    | ۴   | ۴     | ۰     | ۴      | صعود به نیمه‌نهایی  |
| ۳    | برزیل               | ۳    | ۱   | ۱     | ۱    | ۳   | ۳     | ۰     | ۴      | حذف از مرحلهٔ گروهی |
| ۴    | ایالات متحده آمریکا | ۳    | ۰   | ۱     | ۲    | ۱   | ۳     | ۲−    | ۱      | حذف از مرحلهٔ گروهی |

نحوهٔ قرار گرفتن در جدول:
1st امتیاز،
2nd تفاضل،
3rd گل زده

رتبه = رتبه در جدول، بازی = تعداد بازی، برد = بازی‌های برده، مساوی = بازی‌های مساوی، باخت = بازی‌های باخته، زده = گل زده، خورده = گل خورده، تفاضل = تفاضل گل، امتیاز = امتیاز گرفته 
| ترکیه                                        | ۲ – ۱  | ایالات متحده آمریکا |
| -------------------------------------------- | ------ | ------------------- |
| اوکان ییلماز ۳۹' (پنالتی) · تونجای شانلی ۷۰' | Report | دامارکوس بیزلی ۳۶'  |

| برزیل | ۰ – ۱  | کامرون           |
| ----- | ------ | ---------------- |
|       | Report | ساموئل اتوئو ۸۳' |

| کامرون                      | ۱ – ۰  | ترکیه |
| --------------------------- | ------ | ----- |
| جرمی ان‌جی‌تاپ ۱+۹۰' (پنالتی) | Report |       |

| برزیل       | ۱ – ۰  | ایالات متحده آمریکا |
| ----------- | ------ | ------------------- |
| آدریانو ۲۲' | Report |                     |

| برزیل                    | ۲ – ۲  | ترکیه                                   |
| ------------------------ | ------ | --------------------------------------- |
| آدریانو ۲۳' · الکس ۳+۹۰' | Report | گوکدنیز کارادنیز ۵۳' · اوکان ییلماز ۸۱' |

| ایالات متحده آمریکا | ۰ – ۰  | کامرون |
| ------------------- | ------ | ------ |
|                     | Report |        |

## مرحلهٔ حذفی
|  | نیمه‌نهایی‌        | نیمه‌نهایی‌         |   |                   | نهایی             | نهایی |  |
|  |                  |                   |   |                   |                   |       |  |
|  | ۲۶ ژوئن - لیون   |                   |   |                   |                   |       |  |
|  | کامرون           | ۱                 |   |                   |                   |       |  |
|  | کلمبیا           | ۰                 |   |                   |                   |       |  |
|  |                  |                   |   |                   |                   |       |  |
|  |                  |                   |   |                   | ۲۹ ژوئن - سن-دنی  |       |  |
|  |                  |                   |   |                   | کامرون            | ۰     |  |
|  |                  | فرانسه (گل طلایی) | ۱ |                   |                   |       |  |
|  |                  |                   |   |                   |                   |       |  |
|  |                  |                   |   |                   |                   |       |  |
|  |                  |                   |   |                   | مقام سومی         |       |  |
|  | ۲۶ ژوئن - سن-دنی | ۲۶ ژوئن - سن-دنی  |   | ۲۸ ژوئن - سن-اتین | ۲۸ ژوئن - سن-اتین |       |  |
|  | فرانسه           | ۳                 |   | کلمبیا            | ۱                 |       |  |
|  | ترکیه            | ۲                 |   |                   | ترکیه             | ۲     |  |

### نیمه‌نهایی
| کامرون        | ۱ – ۰  | کلمبیا |
| ------------- | ------ | ------ |
| پیوس ندیفی ۹' | Report |        |

| فرانسه                                              | ۳ – ۲  | ترکیه                                   |
| --------------------------------------------------- | ------ | --------------------------------------- |
| تیری آنری ۱۱' · رابرت پیرس ۲۶' · سیلوین ویلتورد ۴۳' | Report | گوکدنیز کارادنیز ۴۲' · تونجای شانلی ۴۸' |

### رده‌بندی
| کلمبیا              | ۱ – ۲  | ترکیه                              |
| ------------------- | ------ | ---------------------------------- |
| جیووانی هرناندز ۶۳' | Report | تونجای شانلی ۱' · اوکان ییلماز ۸۶' |

### فینال
| کامرون | ۰ – ۱ (وقت اضافه) | فرانسه        |
| ------ | ----------------- | ------------- |
|        | Report            | تیری آنری '۹۷ |

## قهرمان
| قهرمان جام کنفدراسیون‌ها ۲۰۰۱ |
| ---------------------------- |
| · فرانسه · دومین عنوان       |

## جوایز
| برندهٔ توپ طلایی | برندهٔ کفش طلایی | جایزهٔ بازی جوانمردانه |
| --------------- | --------------- | --------------------- |
| تیری آنری       | تیری آنری       | ژاپن                  |

| برندهٔ توپ نقره‌ای | برندهٔ کفش نقره‌ای |
| ---------------- | ---------------- |
| تونجای شانلی     | تونجای شانلی     |
| برندهٔ توپ برنزی  | برندهٔ کفش برنزی  |
| مارک ویوین فو    | شونسوکی ناکامورا |

## گلزنان برتر
| ۴ گل - تیری آنری ۳ گل - جیووانی هرناندز - رابرت پیرس - شونسوکی ناکامورا - تونجای شانلی - اوکان ییلماز | ۲ گل - آدریانو - گوکدنیز کارادنیز ۱ گل - الکس - ساموئل اتوئو - جرمی ان‌جی‌تاپ - پیوس ندیفی - خورخه لوپز کابایرو | ۱ گل (ادامه) - ماریو یپس - جیبریل سیسه - لودویک گیولی - سیدنی گووو - اولیور کاپو - سیلوین ویلتورد - هیدتوشی ناکاتا - راف د گرگوریو - دامارکوس بیزلی |